# Sulfienzuur

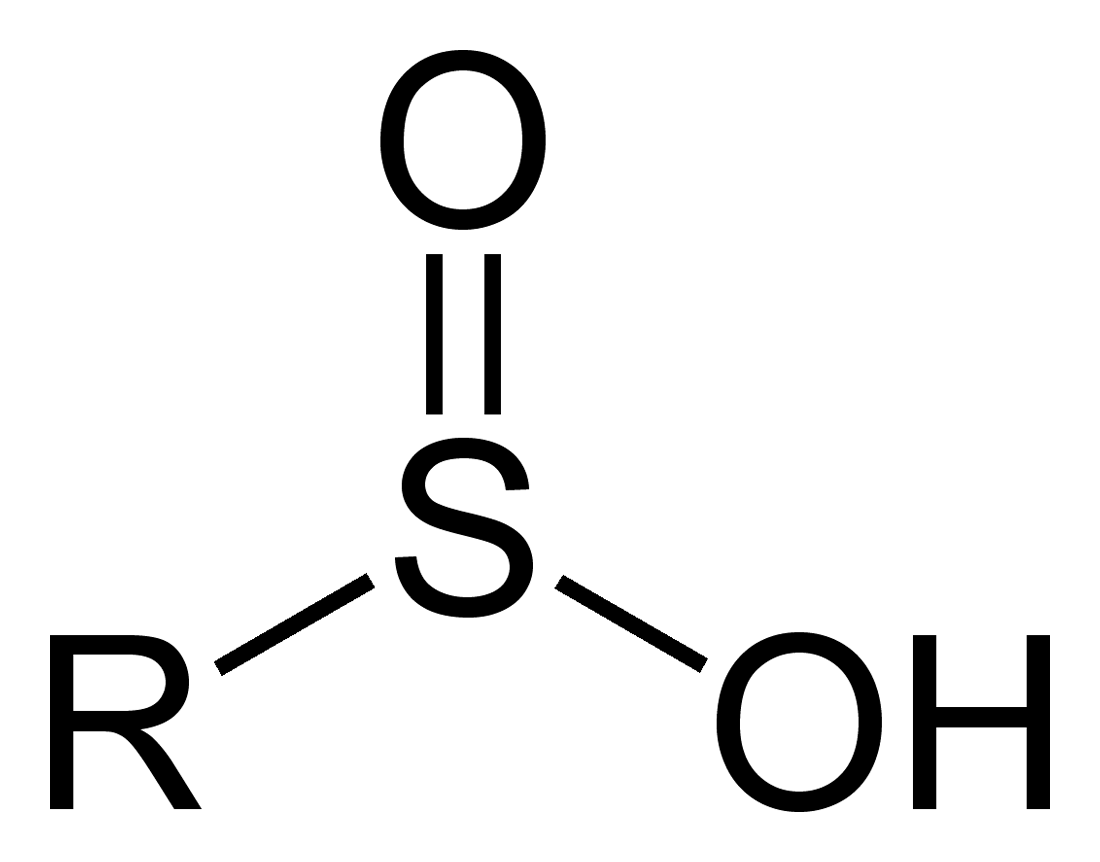
Algemene structuurformule van een sulfinezuur.

Een sulfinezuur of sulfienzuur is een organische zwavelverbinding met als algemene brutoformule RSO(OH), waarbij R een alkyl- of arylgroep voorstelt. De stofklasse kan worden opgevat als het zwavelanaloog van een carbonzuur, waarbij het koolstofatoom van de carbonylgroep is vervangen door een zwavelatoom. Zouten en esters van sulfinezuren worden sulfinaten genoemd.
Sulfinezuren worden niet vaak gebruikt. Ze kunnen bereid worden door reductie van een sulfonylchloride.